# Red (킹 크림슨의 음반)
《Red》는 영국의 프로그레시브 록 밴드 킹 크림슨이 1974년 10월 6일, 영국의 아일랜드 레코드와 미국의 애틀랜틱 레코드에서 발매한 일곱 번째 스튜디오 음반이다. 이 음반은 1970년대 그들의 마지막 스튜디오 녹음이었고, 리드 멤버인 로버트 프립이 그룹을 일시적으로 해체하기 전 마지막 음반이었다. 비록 그 당시 그들의 가장 낮은 음반이 영국 차트에서 1주일을 보냈지만, 《Red》는 비평가들의 호평을 받았다.

## 발매 및 평가
| 평가 점수                | 평가 점수 |
| 출처                     | 점수      |
| ------------------------ | --------- |
| AllMusic                 | [ 1 ]     |
| Christgau's Record Guide | A–        |
| Classic Rock             | [ 3 ]     |
| Mojo                     | [ 4 ]     |
| Pitchfork                | 9.0/10    |

1974년 10월에 발매된 《Red》는 영국 차트에서 45위로 1주일밖에 활동하지 못한 반면, 이 밴드의 이전 스튜디오 음반은 모두 30위 안에 들었다. 미국에서는 빌보드 200에서 66위에 올랐다. 하지만 팬들과 비평가들에게 인기 있는 음반으로 남았다.
회고적인 비평은 대단히 긍정적이었다. 올뮤직은 이들 작품에서 《Red》를 이전 작품보다 약하다고 선언했지만, 그럼에도 불구하고 최고의 작품인 "얼마 남지 않은 그룹들은 함께 《Red》만큼 좋은 음반을 얻을 수 있었을 것이다. 죽음의 고통 속에서 밴드에 의해 조립되었다는 사실은 더욱 인상적인 업적으로 만들어진다." 로버트 크리스트가우는 또한 이 음반이 "웅장하고, 파워풀하고, 그리고 놀랄 만큼 서정적"이라며 "이 음반은 클래식 록 퓨전에서도 존 맥러플린의 《Devotion》이 재즈 록 퓨전에서도 한 일"이라고 평했다. 《클래식 록》 검토자는 《Red》를 "밝지 않은 복도를 걷는 것"과 "킹 크림슨의 시작에 대한 불행하고 사나운 균형"이라고 생각했으며, 그것을 "어두워지고, 심하게 일그러진 부분과 분명히 우울한 느낌으로 가득 차 있다"고 묘사했다.
대부분의 킹 크림슨의 카탈로그처럼 《Red》는 발매 이후 여러 차례 재발매되었다. 1986년 CD로 처음 발매된 이 음반은 디피니티브 에디션과 30주년 기념 에디션 시리즈의 일부로도 발매되었다. 2009년 《Red》는 《In the Court of the Crimson King》과 《Lizard》와 함께 40주년 기념판 시리즈를 출시했다. 이 시리즈의 일부로, 각 음반은 CD/DVD-A 패키지로, 새로운 스테레오 및 5.1 서라운드 믹스와 함께 제공된다. 2013년 스티븐 윌슨과 로버트 프립은 《The Road To Red》의 스테레오 리믹스를 프로듀싱을 맡았고, 이 믹스는 2CD 패키지의 일부로 별도로 발행되었다.

## 곡 목록
| #  | 제목                       | 작사·작곡                        | 재생 시간 |
| -- | -------------------------- | -------------------------------- | --------- |
| 1. | 〈Red〉                    | 로버트 프립                      | 6:20      |
| 2. | 〈Fallen Angel〉           | 프립, 존 웨튼, 리처드 파머제임스 | 6:00      |
| 3. | 〈One More Red Nightmare〉 | 프립, 웨튼                       | 7:07      |

| #  | 제목           | 작사·작곡                                | 재생 시간 |
| -- | -------------- | ---------------------------------------- | --------- |
| 4. | 〈Providence〉 | 데이비드 크로스, 프립, 웨튼, 빌 브루포드 | 8:08      |
| 5. | 〈Starless〉   | 크로스, 프립, 웨튼, 브루포브, 파머제임스 | 12:18     |